# Американо-германские отношения
Американо-германские отношения (англ. Germany–United States relations; нем. Beziehungen zwischen Deutschland und den Vereinigten Staaten) — двусторонние дипломатические отношения между Соединёнными Штатами Америки и Федеративной Республикой Германия (ранее — с Королевством Пруссия, Германской империей, послевоенной Германией, Нацистской Германией, ФРГ и ГДР). Посольство США в Германии расположено в Берлине, генеральные консульства расположены в Дюссельдорфе, Франкфурте на Майне, Гамбурге, Лейпциге и Мюнхене.

## История
После обретения независимости от Великобритании Соединённые Штаты установили дипломатические отношения с Королевством Пруссия в 1797 году, затем с Германской империей — в 1871 году. В 1917 году американо-германские отношения были разорваны в связи со вступлением США в Первую мировую войну и объявлением ими войны Германии. В 1921 году отношения были восстановлены, но 11 декабря 1941 году, через 2 года после начала Второй мировой войны, нацистская Германия объявила войну Америке. После войны 6 июня 1945 г. было опубликовано соглашение четырёх держав (СССР, США, Великобритании и Франции), согласно которому Германия была разделена союзными державами на четыре зоны оккупации, а Берлин — на две части. США отводилась юго-западная зона. В 1948 году Западная Германия получала финансовую помощь по Плану Маршалла. В 1951 году оккупационный статус был изменён, а 26 мая 1952 года было подписано Боннское соглашение, отменяющее оккупацию Германии и восстанавливающее суверенитет Западной Германии. В 1955 году Соединённые Штаты установили дипломатические отношения с ФРГ, которая была создана из оккупационных зон США, Великобритании и Франции. В 1974 году Соединённые Штаты установили дипломатические отношения с Восточной Германией. В 1983 году в Вашингтоне открыта некоммерческая организация Американский институт современных немецких исследований (англ. American Institute for Contemporary German Studies (AGI)). В 1990 году Западная Германия и Восточная объединились. В 1995 году в Штутгарте открыт Немецко-американский центр (нем. Deutsch-Amerikanisches Zentrum (DAZ)). В 1996 году в Кайзерслаутерне (Рейнладн-Пфальц) была открыта Атлантическая академия (нем. Atlantische Akademie Rheinland-Pfalz), предназначенная для расширения отношений между Германией и США и просвещения жителей Германии о США. В настоящее время ФРГ является ключевым партнером США в Организации Североатлантического договора (НАТО) и Европейском союзе. Американские и немецкие войска совместно участвуют в операциях НАТО и ООН во всем мире.

## Торговля
Соединённые Штаты является ведущим экспортным рынком Германии за пределами Европейского союза. США занимает второе место в списке торговых партнёров Германии, уступая лишь Франции. В 2011 году ФРГ экспортировала товаров в Штаты на сумму 97 млрд. долларов США. Страна является пятым крупнейшим торговым партнером США и крупнейшим импортером американских товаров в Европейском союзе. В 2011 г. экспорт США в Германию составил сумму в 49 млрд $. В 2010 году немецкие прямые инвестиции в экономику Америки составили сумму в 213 млрд. $, а прямые инвестиции США в экономику Германии — 106 млрд. $. Немецкие инвестиции включают в себя: основные отрасли промышленности, такие как химическая промышленность и производство транспортного оборудования, а также сферу услуг. В немецких фирмах на территории США работает около 500 000 американских рабочих.
Американо-германский договор о дружбе, торговле и мореплавании обеспечивает свободное движение капитала между Соединёнными Штатами и Германией. Налогообложение американских фирм в пределах ФРГ регулируется протоколом об избежании двойного налогообложения.

## Восприятие США в ФРГ
За годы нахождения Дональда Трампа на должности президента США отношения двух стран осложнились на фоне обострившихся различий подходов двух стран к различным международным проблемам. В 2019 г. исследовательский центр Пью провел исследование, согласно которому абсолютное большинство опрошенных жителей Германии (73 %) охарактеризовали отношения с США как хорошие.
Результаты опроса общественного мнения населения Германии показали, что после выборов президента США 2020 г. 53 % немцев склонны не доверять американской демократии, лишь 23 % респондентов назвали США наиболее важным внешнеполитическим партнером ФРГ.